# 肉色曲霉
肉色曲霉（学名：Aspergillus carneus）是属于散囊菌目发菌科曲霉属的一种真菌，可生长在空气、土壤等基物上。该种分布于中国、阿根廷、加拿大、埃及、法国、印度、印度尼西亚、意大利、科威特、波兰、索马里、南非等地。